# 哈迪塞屠杀事件

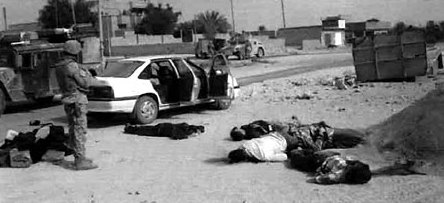
哈迪塞屠杀事件发生后的现场照片，可以看到数名倒地的伊拉克平民尸体和涉事杀人的美军士兵

哈迪塞屠杀事件（又称哈迪塞事件，英文）是2005年11月9日美军在伊拉克哈迪塞涉嫌杀害平民的事件。
当天，一队美國海军陆战队队员遭到简易炸弹装置攻击，一名士兵死亡。之后哈迪塞镇有24名平民死亡，据称是美军对本地平民进行的故意報復。海军陆战队最初称是美军和伊拉克游击战的反叛分子交火的时候炸弹爆炸，导致8名反叛分子和15名平民死亡。然而媒体报道却与此不同。媒体发现的证据导致美军开始调查事件的真相，据说不久有关人员将遭到起诉。

## 背景
从美伊战争被宣布大体结束以来，哈迪塞镇附近一直有美军驻扎，目的是保护附近的哈迪塞大坝及发电站。本地遜尼派为主的人口从一开始就是反叛分子活动的中心之一。早在2003年6月，美军就在附近攻击反叛分子的训练营地。下来的三年里，哈迪塞地区更是被美军和伊拉克政府视为特别威胁。
2006年6月2日，媒体报道哈迪塞镇24人死亡，而且不是炸弹所致。该新闻的发布是预计了军方将公布调查的结果：24名手无寸铁的伊拉克平民，包括妇女和下至2岁的小孩被海军陆战队第一师第一团第三营Kilo排的12名士兵杀害。

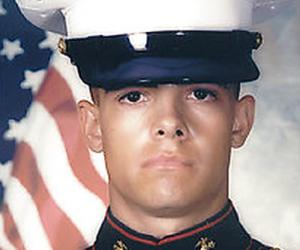
Staff Sgt. Frank Wuterich

据互联网杂志《沙龙》杂志（Salon Magazine）报道，“对屠杀的遮掩从一开头就在进行。但是一个伊拉克新闻学学生在第二天用录像机拍下了满是弹洞，被血染红的屠杀现场。录像被通过一个伊拉克人权组织转给了《时代》杂志记者。记者就此事初次询问海军陆战队的时候，被对方的新闻发言人Jeffrey Pool上尉告知这是基地组织的造谣宣传。然而，当消息传到驻伊拉克美军的第二高官Peter W. Chiarelli将军那里，他决定对此事开始调查。”
《洛杉矶时报》报道，军方和美国国会均认为事件中有不同的两队美军。一队参与了开枪和爆炸，另一队情报人员紧随其后照了相。虽然后者的照片和前者自称的交火经过不符合，直到2006年3月《时代》杂志提出屠杀的怀疑后，美国军方和政府才开始调查。军方将此责怪于第一队美军的阻挠。
伊拉克记者和人权活动家Taher Thabet拍摄的录像，以及一名美军用手机拍下的第二天现场照片都被用来证明这些伊拉克人是未作反抗被有组织杀死的美军官员用“处决式”来形容其过程。
故意杀害平民的行为被从联合国宪章引申出来的现代战争法规所禁止，触犯了《海牙公约》、《日内瓦公约》，被认为是战争罪行。参与此事的海军陆战队队员和军官将按照法律接受军事法庭审判。由于伊拉克临时政府和美国的驻军协定所限，伊拉克法律无法对此事进行追究。
2006年5月17日，美国国会众议员院John Murtha在新闻发布会上宣布，内部调查已经确定了上述指控 。
2006年5月29日，《时代》杂志报道了调查结果和对目击者的采访，并称三名当事军官被撤职。，另有一人还在调查之中。
目前几个官方调查正在进行：美军的一个专注于此事在军队内部的报告过程；海军的一个调查专注于犯罪方面（预计6月份结束），第三个调查由伊拉克政府进行。

## 对屠杀的辩解
一名在最初炸弹攻击中受伤的士兵James Crossen接受美国电视采访时，声称该地区的妇女儿童经常为反叛分子通风报信，包括美军车辆的数目，以便反叛分子在路上用炸弹伏击。当记者问他对被杀的村民有无感情，他说“没有，这些人里大概有一半是坏人，谁知道呢，所以我没想过...在这么遥远的地方，天又这么热...你简直就失去了控制，不关心发生什么了，我想就是这样的”。
媒体引用被炸死的士兵的父亲说，儿子的战友告诉他爆炸后有反叛分子用平民做盾牌发起攻击，所以他们只是为了求生被迫还击。
另外，有美国保守记者称这些伊拉克人是在美军与反叛分子的巷战中被打死的。
2006年6月20日，BBC发表文章称Kilo排的营地环境恶劣。同时哈迪塞镇也在军管之下每况愈下，经常有攻击美军和处死怀疑告密者的情况（页面存档备份，存于）。

### 外在链接
- Video Taken By Journalism Student Key as 12 Americans Face War Crimes Probe in Iraq（页面存档备份，存于）, Editor & Publisher.
- Radio interview with Aparisim Ghosh about Haditha, Democracy Now!.
- Haditha and My Lai: Lessons from the Law of War , JURIST.
- Haditha: How did it happen?[永久]
- Setting the record straight on Haditha（页面存档备份，存于）
- Iraq rights group on Haditha denies rebel links（页面存档备份，存于）